# Georges-Leduc (Salaberry-de-Valleyfield)
Pour les articles homonymes, voir Leduc et Georges Leduc.
Georges-Leduc est un quartier de Salaberry-de-Valleyfield, dans la province canadienne de Québec.
Il est situé au nord de la baie Saint-François et au sud du quartier Grande-Île. Il inclut les secteurs Notre-Dame de Bellerive et Saint-Joseph-Artisan.

## Histoire
Ce district est nommé en l’honneur de monsieur Georges Leduc, propriétaire de la poolroom Leduc et conseiller municipal pendant 27 ans.